# フランク・スタンディッシュ (第3代準男爵)
第3代準男爵サー・フランク・スタンディッシュ（英語: Sir Frank Standish, 3rd Baronet、1746年? – 1812年5月18日）は、イギリスの政治家。1768年に短期間庶民院議員を務めたが、同年に当選無効を宣告された。

## 生涯
トマス・スタンディッシュ（Thomas Standish、1746年12月23日没、第2代準男爵サー・トマス・スタンディッシュの長男）とキャサリン（Catherine、旧姓フランク（Frank）、ロバート・フランクの娘）の長男として、おそらく1746年に生まれた。1756年12月に祖父が死去すると、準男爵位を継承した。ウェストミンスター・スクールで教育を受けた後、1763年1月31日にオックスフォード大学ブレーズノーズ・カレッジに入学した。
1768年イギリス総選挙でプレストンの地方自治体（corporation）の支持を受けて、プレストン選挙区から出馬した。これに対し、プレストン周辺に地所を所有するストレンジ卿ジェームズ・スミス＝スタンリーは地方自治体への対抗としてジョン・バーゴインと第6代準男爵サー・ヘンリー・ホートンを立候補させた。これによりプレストン選挙区での選挙戦は激しいものになった。4月2日の投開票でははじめ両者ともに自由市民（freemen）のみを有権者としたが、バーゴインとホートンは不利になると住民（inhabitants）に投票権があると主張した。プレストン市長は2人の主張を却下して、スタンディッシュと第4代準男爵サー・ピーター・レスターの当選を宣告したが、選挙申し立ての末1661年の住民を有権者とする判決が再確認され、11月29日にバーゴインとホートンの当選が宣告された。
1782年から1783年までランカシャー州長官を務めた。
1812年5月18日に生涯未婚のまま死去、後継者がおらず準男爵位は廃絶した。遺産はおばマーガレット（Margaret、1776年没）の曽孫フランク・ホール（Frank Hall、1799年ごろ – 1841年）が継承した。フランク・ホールは遺産継承にあたり姓をスタンディッシュに改めたが、1841年に子女のないまま死去したため、マーガレットの娘アンの孫にあたるウィリアム・スタンディッシュ・カー（William Standish Carr）が継承した。ウィリアム・スタンディッシュ・カーも遺産継承にあたり姓をスタンディッシュに改めた。

## 競馬
馬主であり、下記の優勝馬を所有した。
- イエロー・フライ（Yellow Fly） - 1786年のオークスステークスで優勝[5]
- スプレッドイーグル - 1795年のダービーステークスで優勝[6]
- ディデロット - 1796年のダービーステークスで優勝[6]
- パリソット（英語版） - 1796年のオークスステークスで優勝[5]
- アークデューク（英語版） - 1799年のダービーステークスで優勝[6]